# Peltogaster curvatus
Peltogaster curvatus är en kräftdjursart som först beskrevs av Robby August Kossmann 1874.  Peltogaster curvatus ingår i släktet Peltogaster och familjen Peltogastridae. Arten är reproducerande i Sverige. Inga underarter finns listade i Catalogue of Life.